# Purismo (arte)
Il Purismo è una teoria estetica, nata da una critica al Cubismo, teorizzata da Amédée Ozenfant e Charles-Edouard Jeanneret (più noto con lo pseudonimo, che assumerà poco tempo dopo, di Le Corbusier). Il programma era stato reso noto attraverso il breve saggio Après le Cubisme ("Dopo il cubismo"), pubblicato nel 1918 all'indomani dell'Armistizio di Compiègne.

## Storia
Nell'ottobre del 1916 Le Corbusier era tornato a vivere a Parigi dove, tramite Auguste Perret, conobbe Ozefant con il quale qualche tempo dopo elaborerà l'estetica  «machinista» e onnicomprensiva del purismo. Ozenfant iniziò Le Corbusier alla sua nuova estetica pittorica che rigettava le astrazioni complesse del cubismo.
Gli aspetti teorici vennero approfonditi nella rivista L'Esprit Nouveau, fondata da Le Corbusier, Ozenfant e Paul Dermée, e pubblicata dal 1920 al 1925, e dal saggio "La peinture moderne" del 1925.
Radicato nella filosofia neoplatonica, il purismo aveva esteso i suoi interessi a tutte le forme di espressione plastica, dalla pittura al design, passando per l'architettura; era una teoria globale della civilizzazione che sosteneva la perfezione di tutto.
Per il Purismo l'espressione del nuovo ideale plastico è la macchina, con cui l'arte deve essere in sintonia con i tempi. Come viene detto nel primo numero di L'Esprit Nouveau:
(Le Corbusier e Amédée Ozenfant, L'Esprit Nouveau n. 1, 1920)
La pittura sarebbe dovuta tornare ai canoni dell'antichità, per es. col ricorso alla sezione aurea. Nei dipinti dei Puristi, per la maggior parte nature morte, sono contenuti soprattutto oggetti meccanici resi con colori freddi e puri, quasi monocromi, e con un tocco impersonale.